# June R
June R est un film indien, en langue tamoule, réalisé par Revathy S. Varma, sorti en 2006. Les acteurs principaux sont Jyothika, femme de Surya Sivakumar.

## Synopsis
June R (Jyothika), une orpheline, est née le mois de juin, d'où ce nom. Elle travaille dans une agence de publicité. Un jour, elle tombe sur une femme d'âge moyen (Saritha) gravement blessée dans un accident de la route. Elle l'admet à l'hôpital et dit au médecin que c'est sa mère Rajalakshmi.
Entre le fils de Rajalakshmi (Biju Menon), qui veut à tout prix aller à l'étranger avec sa femme vendre ses biens ancestraux et décider de laisser sa mère dans un orphelinat.
June R décide d'emmener Rajalakshmi chez elle et appelle sa maman. Ils développent un lien fort. Rentre à nouveau son fils avec un plaidoyer pour ramener sa mère à la maison.
Il en résulte une guerre émotionnelle entre les deux. June R découvre le frère de Rajalakshmi (Ravikumar) et se rend chez lui pour trouver une solution amiable à l'enchevêtrement émotionnel. Pendant ce temps, Amudha (Kushboo), un éminent défenseur, est sollicitée pour obtenir l'autorisation légale d'assurer le séjour de Rajalakshmi en juin.
Bien que June réussisse dans sa mission, elle rentre chez elle pour trouver Rajalakshmi morte. Arrive maintenant Raja (Suriya), un riche client de leur agence de publicité, qui avait exprimé son amour à June R. Il la console et l'emmène avec lui.

## Fiche technique
- Jyothika as June R.
- Kushboo as Amudha
- Saritha as Rajalakshmi
- Biju Menon as Arun
- Surya as Raja
- Siddharth Venugopal as Sundar